# Penstemon labrosus
Penstemon labrosus är en grobladsväxtart som först beskrevs av Samuel Frederick Gray, och fick sitt nu gällande namn av Hort.. Penstemon labrosus ingår i släktet penstemoner, och familjen grobladsväxter. Inga underarter finns listade i Catalogue of Life.